# Michael (drengenavn)
| Drenge- | Drenge-   | Pige- | Pige-    | Efter- | Efter-      |
| ------- | --------- | ----- | -------- | ------ | ----------- |
| 1       | Peter     | 1     | Anne     | 1      | Nielsen     |
| 2       | Michael   | 2     | Mette    | 2      | Jensen      |
| 3       | Lars      | 3     | Kirsten  | 3      | Hansen      |
| 4       | Jens      | 4     | Hanne    | 4      | Andersen    |
| 5       | Thomas    | 5     | Anna     | 5      | Pedersen    |
| 6       | Henrik    | 6     | Helle    | 6      | Christensen |
| 7       | Søren     | 7     | Maria    | 7      | Larsen      |
| 8       | Christian | 8     | Susanne  | 8      | Sørensen    |
| 9       | Martin    | 9     | Lene     | 9      | Rasmussen   |
| 10      | Jan       | 10    | Marianne | 10     | Jørgensen   |

 For alternative betydninger, se Michael. (Se også artikler, som begynder med Michael)
Michael er et drengenavn, der stammer fra hebraisk (מיכאל) med betydningen "Hvem er som Gud?". Fra Bibelen kendes ærkeenglen Mikael.
På dansk bruges blandt andet følgende række varianter af navnet: Mikael, Mike, Mikal, Micael, Michal, Michel, Michele, Miguel, Mitchell. Ifølge Danmarks Statistik bærer næsten 59.000 danskere et af disse navne.
Flere af disse varianter er langt mere almindelige på andre sprog. Her følger nogle eksempler:
- Michail (russisk, bulgarsk)
- Michal (tjekkisk, slovakisk)
- Michel (fransk)
- Michele (italiensk)
- Mihai (rumænsk)
- Mitchell (engelsk)
- Mike, Mick (engelske kortformer)
- Mihael (kroatisk)
- Miguel (spansk)

Se også den danske form Mikkel. Navnet Michael forekommer også som efternavn.

## Kendte personer med navnet

### Fornavn
- Michael Ancher, dansk kunstmaler.
- Michael Ballack, tysk fodboldspiller.
- Carl Michael Bellman, svensk komponist og digter.
- Mikael Bertelsen, dansk studievært.
- Michael Bundesen, dansk sanger.
- Michael Caine, engelsk skuespiller.
- Miguel de Cervantes, spansk forfatter.
- Michael Collins, irsk frihedskæmper.
- Michael Christiansen, dansk teaterchef.
- Michael Douglas, amerikansk skuespiller.
- Michael Drewsen, dansk papirfabrikant og politiker (Silkeborgs grundlægger)
- Michael Elo, dansk musiker og tegnefilmsdubber.
- Michael Ende, tysk forfatter.
- Michael Falch, dansk sanger.
- Michael Faraday, engelsk fysiker.
- Michael Fortescue, engelsk sprogforsker.
- Michel Foucault, fransk filosof.
- Michael J. Fox, amerikansk skuespiller.
- Michael Gravgaard, dansk fodboldspiller.
- Miguel Indurain, spansk cykelrytter.
- Michael Jackson, amerikansk sanger.
- Mick Jagger, engelsk sanger.
- Jean-Michel Jarre, fransk musiker.
- Michael Jordan, amerikansk basketballspiller.
- Mikael Kamber, dansk journalist og studievært.
- Michael Kvium, dansk billedkunstner.
- Michael Larsen, dansk forfatter.
- Michael Laudrup, dansk fodboldspiller og -træner.
- Mike Leigh, engelsk filminstruktør.
- Michael Madsen, amerikansk skuespiller.
- Michael Madsen (bokser), dansk professionel bokser.
- Michael Maze, dansk bordtennisspiller.
- Michael Meyerheim, dansk tv-vært.
- Michael Moore, amerikansk filminstruktør og forfatter.
- Mike Oldfield, engelsk musiker.
- Michael Owen, engelsk fodboldspiller.
- Michael Palin, engelsk skuespiller, komiker og globetrotter.
- Michel Platini, fransk fodboldspiller.
- Michael Poulsen, dansk sanger og guitarist i Volbeat.
- Michael Rasmussen, dansk cykelrytter.
- Mikael Rothstein, dansk religionshistoriker
- Michael Schumacher, tysk racerkører.
- Michael Schønwandt, dansk dirigent.
- Mikael Simpson, dansk sanger.
- Michael Strunge, dansk digter.
- Mike Tyson, amerikansk bokser.
- Mikael Wiehe, svensk musiker, komponist og forfatter.
- Michael Wikke, dansk filminstruktør, forfatter og skuespiller.
- Mikael Witte,  dansk forfatter, billedkunstner og rejseleder.

### Efternavn
- George Michael, græsk-engelsk sanger (kunstnernavn).
- Ib Michael, dansk forfatter.

## Navnet anvendt i fiktion
- Mikaël er en film af Carl Th. Dreyer fra 1924.
- Michael er en film af Nora Ephron fra 1996.
- Jeg er stadig bange for Caspar Michael Petersen er en novellesamling af Jan Sonnergaard.

## Andre anvendelser
- Michael Learns to Rock er en dansk popgruppe.
- Operation Michael er kodenavnet for en tysk offensiv under 1. verdenskrig.
- Mitchell er en australsk flod.

## Fodnoter
1. ↑  Danmarks Statistiks navneoversigt